# Orlé
Orlé (en asturiano Orllé u Orlé, oficialmente Orllé) es una parroquia del concejo asturiano de Caso (España). 
Según el INE en 2021 tenía 95 habitantes, 5 menos que en el año 2020. Se encuentra a 4 km de Campo de Caso, la capital del concejo y tiene una superficie de 33,08 km².
Está situado a 660 metros de altitud. La mayor parte de su población se dedica a la ganadería y hay alguna empresa de hostelería. Algunos vecinos aún fabrican queso Casín y queda algún artesano.
Orlé está situado en el Parque natural de Redes.
Hay diversas rutas que pasan por dicho pueblo:
- Valle del Ríu de Medio ( distancia 10 km, ida y regreso dificultad: Fácil);
- Ruta Orlé-Pendones ( distancia 10,5km, ida, dificultad: Media);
- Ruta Orlé-Melordaña ( distancia 10,6 km, ida y regreso, dificultad: Fácil);
- Ruta Orlé-Nieves ( distancia 11 km, ida y regreso, dificultad: Media).

Su iglesia parroquial está dedicada San Bartolomé. En su honor, el 24 de agosto se celebra la fiesta de San Bartolo, evento que congrega a las familias originarias de Orlé y a los habitantes de los pueblos más cercanos.

## Espacio geográfico
La mayor parte del término parroquial de Orlé se encuentra en el valle del río Orlé, afluente del Nalón, si bien también pertenece a este término parroquial el cauce alto del río Saolla, tributario de la cuenca del Sella. Los límites del término parroquial de Orlé se describen por primera vez en el Catastro de la Ensenada, Coto de Orlé, (1752): “linda al Oriente con pastos comunes de los conzejos de Caso y de Ponga, M(ediodía) con puertos y términos de dicho Conzejo de Caso, que son comunes del referido Conzejo y Coto, Poniente camino real desde la Venta que llaman de las Lleras hasta el sitio que llaman la Collada de Moño, y al Norte con pasto común de dichos Conzejos de Caso y Ponga, siguiendo por el arroio que se dize del Azil que baja de la fuente de Espinaes y ba a dar al Puente de Madera que cubre el rio que viene por dicho Coto y se halla bajo de la zitada venta y desde dicho puente sigue por el Camino Real hasta encontrarse con el que ba expresado sin yncluirse en dicho Coto la menzionada venta por ser esta correspondiente a dicho Conzejo de Caso.”

## Historia
El documento más antiguo que hace referencia al pueblo de Orlé data del año 1201. Se trata de un texto escrito en latín que recoge la donación, por parte del rey Alfonso IX, a Petro Garsie de Orlei de cuanto al monarca pertenecía en “ipsa villa de Orlei”. Este documento, citado por Francisco Martínez Marina en el Diccionario geográfico-histórico de Asturias (1808-1818), se encuentra transcrito en un protocolo notarial del año 1.738 que actualmente se conserva en el Archivo Histórico Nacional.
Dado que su origen es anterior a la incorporación del territorio asturiano a la corona de Castilla, y que desde el siglo XIII hasta nuestros días, el topónimo “Orlei” tan sólo experimentó la reducción del diptongo -éi > -é, habitual en las zonas centro-orientales de Asturias, se puede decir que Orlé es un topónimo auténticamente asturiano.